# Moron (psychologie)
Het Engelse woord moron is van oorsprong een wetenschappelijke term, in 1910 geïntroduceerd door de psycholoog Henry Goddard (1866-1957), naar het Griekse woord moros, dat 'bot' betekent. De Nederlandse term hiervoor is 'debiel', van het Latijnse woord debilis, zwak. 
'Moron' werd in de eerste helft van de twintigste eeuw in de angelsaksische landen gebruikt om iemand met een geestelijke leeftijd tussen 8 en 12 (op de schaal van Binet) aan te duiden, en om mensen te benoemen met een IQ van 51-70. Het was een stapje hoger dan 'imbeciel' (IQ 26-50) en twee stappen hoger dan 'idioot' (IQ 0-25). Tegenwoordig worden 'moron' en 'debiel', evenals de wel in het Nederlands vertaalde woorden 'imbeciel' en 'idioot' alleen nog als scheldwoord gebruikt.